# Ӑ
Ӑ, ă (a z brewisem) – litera cyrylicy powstała od łacińskiego ă. A z brewisem jest używane w języku czuwaskim jako samogłoska otwarta tylna zaokrąglona ([ɒ]).

## Kodowanie
| Znak                   | Ӑ                                    | Ӑ                                    | ӑ                                  | ӑ                                  |
| ---------------------- | ------------------------------------ | ------------------------------------ | ---------------------------------- | ---------------------------------- |
| Nazwa w Unikodzie      | CYRILLIC CAPITAL LETTER A WITH BREVE | CYRILLIC CAPITAL LETTER A WITH BREVE | CYRILLIC SMALL LETTER A WITH BREVE | CYRILLIC SMALL LETTER A WITH BREVE |
| Kodowanie              | dziesiątkowo                         | szesnastkowo                         | dziesiątkowo                       | szesnastkowo                       |
| Unicode                | 1232                                 | U+04D0                               | 1233                               | U+04D1                             |
| UTF-8                  | 211 144                              | d3 90                                | 211 145                            | d3 91                              |
| Odwołania znakowe SGML | &#1232;                              | &#x04D0;                             | &#1233;                            | &#x04D1;                           |